# Línea 175 (EMT Madrid)
La línea 175 de la EMT de Madrid une la Plaza de Castilla con Las Tablas (norte).

## Características
Fue creada el 13 de marzo de 2017, tras una reorganización de la red en Las Tablas que también trajo consigo cambios en las líneas 172 y 176. De esta última absorbió gran parte de su recorrido anterior por el barrio.

### Frecuencias
| Lunes a viernes laborables |               |
| De 6:00 a 7:00             | 10-15 minutos |
| De 7:00 a 21:00            | 9-14 minutos  |
| De 21:00 a 23:00           | 11-22 minutos |
| Sábados laborables         |               |
| De 6:00 a 9:00             | 20-25 minutos |
| De 9:00 a 21:00            | 20 minutos    |
| De 21:00 a 23:00           | 20-26 minutos |
| Domingos y festivos        |               |
| De 7:00 a 9:00             | 20-30 minutos |
| De 9:00 a 21:00            | 20 minutos    |
| De 21:00 a 23:00           | 20-26 minutos |

## Recorrido y paradas

### Sentido Las Tablas Norte
La línea comienza en el intercambiador de Plaza de Castilla donde coincide con las demás líneas de la EMT que salen de esta plaza. Desde Plaza de Castilla circula por el Paseo de la Castellana, el cual recorre hasta su intersección con la M-607. Se incorpora a esta vía, la cual recorre hasta el barrio de Las Tablas, al cual entra por la calle Federico Mompou. Por este barrio circula por las calles Isabel Colbrand, Tierra de Melide, Avenida Camino de Santiago, Paseo San Millán de la Cogolla y calle Valcarlos, donde tiene su cabecera.
| Código | Parada                                       | Común con                                               | Conexiones con Metro | Otros |
| ------ | -------------------------------------------- | ------------------------------------------------------- | -------------------- | ----- |
| 5608   | PLAZA CASTILLA (intercambiador - dársena 48) |                                                         | Plaza de Castilla    |       |
| 1487   | Castellana-José Vasconcelos                  | 66 67 124 134 135 147 173 174 176 178 179 SE704         |                      |       |
| 1488   | Castellana-Marqués Torrelaguna               | 66 173 174 176 178 SE704                                |                      |       |
| 2653   | Cuatro Torres                                | 66 173 174 176 178 SE704                                |                      |       |
| 3252   | Castellana-Hospital La Paz                   | 173 174 176 178 712 713 716 721 722 724 725 726 815 876 | Begoña               |       |
| 3670   | Hospital Ramón y Cajal                       | 178 712 713 714 716 721 722 724 725 726                 |                      |       |
| 3918   | Carretera de Colmenar-Badalona               | 178 712 713 716                                         |                      |       |
| 399    | Federico Mompou-Isabel Colbrand              |                                                         |                      |       |
| 4501   | Isabel Colbrand-Molinaseca                   |                                                         |                      |       |
| 4382   | Isabel Colbrand-Palas de Rey                 |                                                         |                      |       |
| 4502   | Glorieta de Lalín                            |                                                         |                      |       |
| 4493   | Metro Las Tablas                             | 172 176                                                 | Las Tablas           |       |
| 3796   | Metro Las Tablas                             | 172 SE833                                               | Las Tablas           |       |
| 3870   | Camino de Santiago-San Millán Cogolla        |                                                         |                      |       |
| 3771   | San Millán de la Cogolla-Atapuerca           |                                                         |                      |       |
| 3769   | Valcarlos-San Millán de la Cogolla           |                                                         |                      |       |
| 4508   | LAS TABLAS NORTE (C/ Valcarlos)              |                                                         | Palas de Rey         |       |

### Sentido Plaza de Castilla
En sentido inverso el recorrido es el mismo con la variación que desde la calle Tierra de Melide sale a la rotonda de la M-603, toma directamente la carretera de Fuencarral a Alcobendas hasta la intersección con la M-607 la cual recorrerá hasta el paseo de la Castellana.
| Código | Parada                                       | Común con                          | Conexiones con Metro | Otros |
| ------ | -------------------------------------------- | ---------------------------------- | -------------------- | ----- |
| 4508   | LAS TABLAS NORTE (C/ Valcarlos)              |                                    | Palas de Rey         |       |
| 3768   | Valcarlos-San Millán de la Cogolla           |                                    |                      |       |
| 3770   | San Millán de la Cogolla-Atapuerca           |                                    |                      |       |
| 3772   | Camino de Santiago-San Millán Cogolla        |                                    |                      |       |
| 4513   | Metro Las Tablas                             | 172 SE833                          | Las Tablas           |       |
| 402    | Camino de Santiago-Palas de Rey              | 172 176                            | Las Tablas           |       |
| 4503   | Glorieta de Lalín                            |                                    |                      |       |
| 4506   | Isabel Colbrand-María Tubau                  |                                    |                      |       |
| 3882   | Carretera de Alcobendas-Bercianos            | 170 T61 154                        |                      |       |
| 955    | Hospital Ramón y Cajal                       | 178                                |                      |       |
| 5521   | Castellana-Hospital La Paz                   | 173 176 178                        | Begoña               |       |
| 3933   | Cuatro Torres                                | 67 124 134 135 173 176 178 179     |                      |       |
| 1526   | Castellana-Luis Esteban                      | 67 124 134 135 147 173 176 178 179 |                      |       |
| 1527   | Castellana-Matilde Landa                     | 67 124 134 135 147 173 176 178 179 |                      |       |
| 5608   | PLAZA CASTILLA (intercambiador - dársena 48) |                                    | Plaza de Castilla    |       |

## Galería de imágenes

Mapa de la estación de Las Tablas con los accesos al Metro y los recorridos de los autobuses de la EMT que pasan por ella, entre los que se encuentra la línea 175.